# Alex Debicki
Alex Debicki (Leiderdorp, 6 april 1980) is een hedendaags componist uit Nederland. Zijn werk bestaat voornamelijk uit composities voor televisie, film, animatie, computergames en reclame. 
Van 1998 tot 2000 volgde Alex Debicki de opleiding piano lichte muziek aan het Conservatorium van Amsterdam. Van 2000 tot 2004 studeerde hij aan de Hogeschool voor de Kunsten Utrecht, alwaar hij afstudeerde in de richting Composition in Contexts (MA).
In 2005 richtte Alex Debicki zijn bedrijf 'Alex Debicki Music Productions' op.
Tot het portfolio van Alex Debicki behoren onder andere de animatieserie  De avonturen van Pim en Pom, Teddy (beste animatie Festival du Film d'Aubagne 2006), de bekroonde documentaire Pappa is weg en ik wilde nog wat vragen en de talentenjacht F.A.B.S.. In 2024 verzorgde Debicki de muziek van de bioscoopfilms Dikkie Dik en de verdwenen knuffel en Dikkie Dik 2: Een nieuwe vriend voor Dikkie Dik.